# Zeefdruk

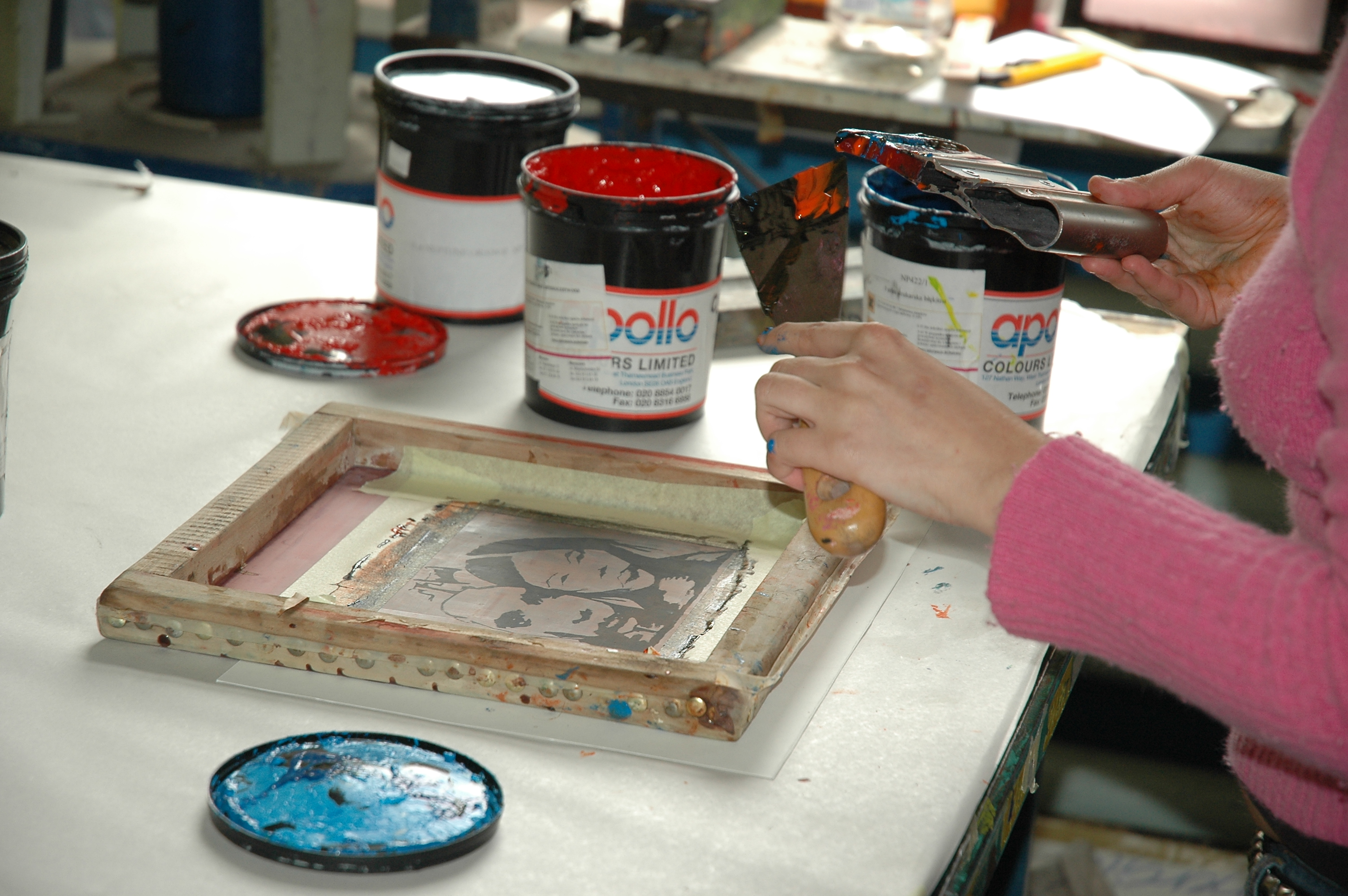
Een kleine zeefdruk maken met de hand

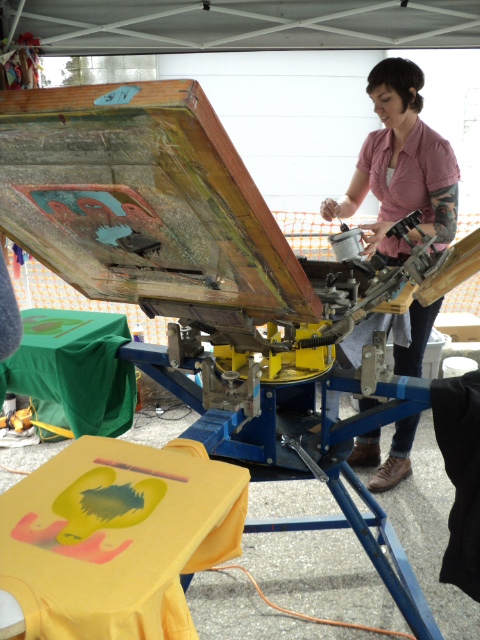
T-shirts bedrukken aan een zeefdruktafel

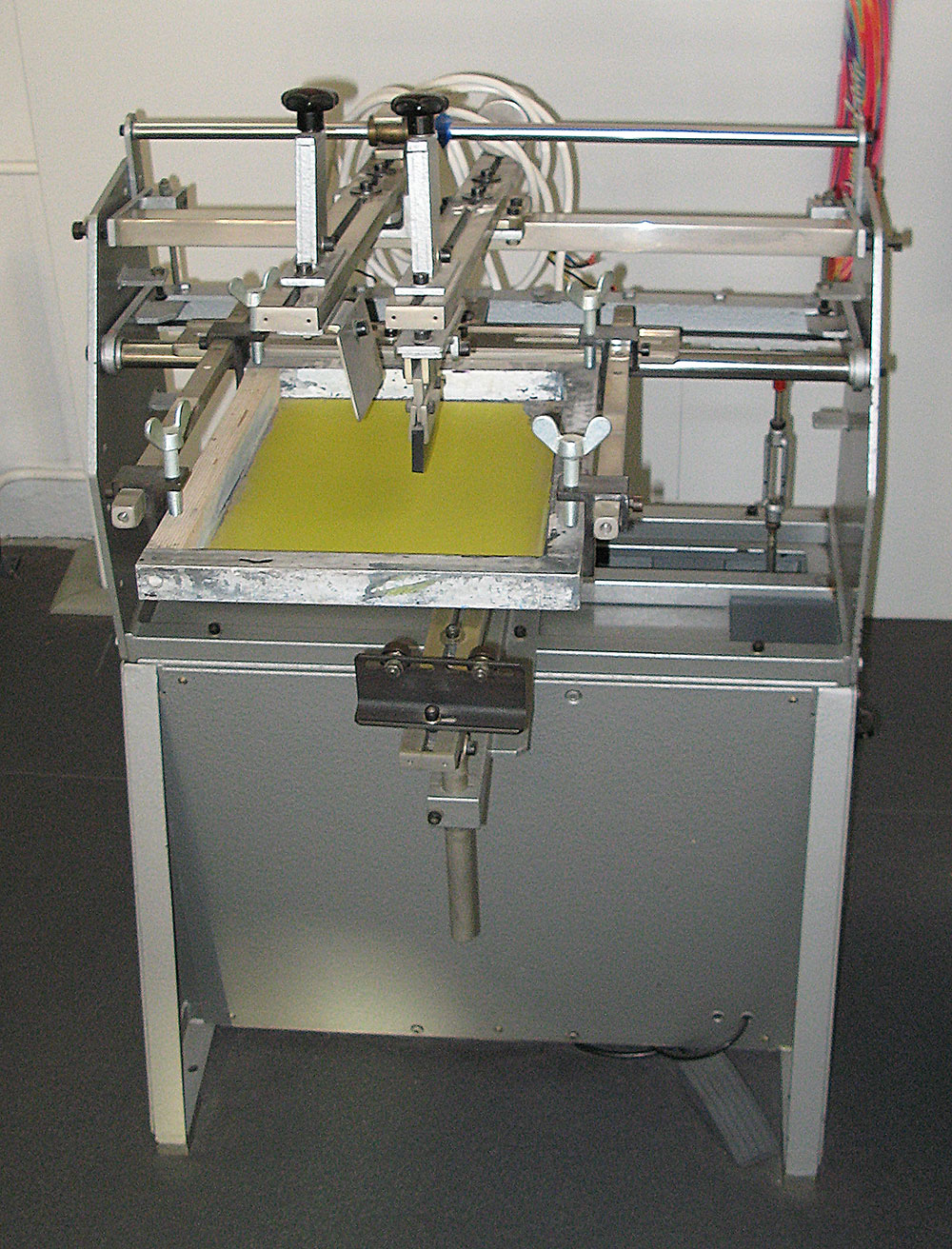
Een Rondomat-zeefdrukmachine

Zeefdruk (ook: serigrafie) is een druktechniek die gebruikt wordt voor meerdere grafische doeleinden, zoals textielbedrukking, affiches en kunstdrukken. Ook wordt deze techniek industrieel toegepast voor de productie van bijvoorbeeld printplaten en zonnecellen. Een prent in deze grafische techniek wordt een 'zeefdruk' of 'serigrafie' genoemd.

## Techniek
Het principe van de zeefdruktechniek is doordruk. Een stuk fijn gaas van zijde, polyester of staal wordt over een raamwerk gespannen. Het zeefdrukraam wordt vervolgens voorzien van een laag emulsie (lichtgevoelige vloeistof) die door middel van een belichtingstafel belicht wordt. De op het positief aanwezige donkere vlakken worden bij het ontwikkelen weggewassen zodat doorlatende plekken op het zeefdrukraam ontstaan, waar de inkt doorheen gedrukt wordt.
Men brengt de inkt op het raam aan en smeert deze met behulp van een rakel uit, waardoor de vorm van de sjabloon op het te bedrukken voorwerp (de beelddrager) wordt afgedrukt. Deze techniek kan herhaald worden met verschillende kleuren en vormen die naast elkaar of over elkaar worden gedrukt. Het principe is vrij eenvoudig maar doordat zeefdruk inzetbaar is op alle gebieden waar iets te bedrukken valt wordt het ingewikkelder. Ieder materiaal heeft verschillende eigenschappen en voor verschillende materialen heeft men verschillende soorten inkt nodig. Nylon is bijvoorbeeld niet met papierinkt te bedrukken maar omgekeerd kan wel.
Zeefdrukinkt is goed dekkend; dit maakt dat ook gedrukt kan worden op donkere beelddragers. Dit in tegenstelling tot vlakdruk, hoogdruk en diepdruk, waarbij altijd transparante inkten gebruikt worden.
Ook is er een zekere verwantschap met de klassieke stenciltechniek, waarbij de inkt eveneens door kleine gaatjes in de drukvorm (het stencil) heen op het papier wordt geperst.

## Geschiedenis
De zeefdruktechniek komt uit Japan, waar de sjabloondruk werd verfijnd door, in plaats van brede verbindingen van het sjabloonmateriaal te laten bestaan, haar of zijde te gebruiken. Hierdoor konden veel fijnere ontwerpen worden gedrukt zonder plekken die opgevuld moesten worden.
De Japanners Yuzensai Miyasaki (1654-1736) en Zisukeo Hirose (1822-1890) worden wel beschouwd als de uitvinders van de Yuzendruk en Katagamisjablonen. Deze zogenaamde haarsjablonen werden vooral toegepast in de textielindustrie. Het is ontstaan doordat de Japanse keizer geborduurde kleding alleen aan hoger geplaatsten toestond. Gewone mensen mochten alleen eenvoudige kleding dragen. Yuzensai heeft hier met de zeefdruktechniek een einde aan gemaakt.
Het eerste patent op de zeefdruktechniek werd op 11 juli 1907 verleend aan Samuel Simon uit Manchester (Verenigd Koninkrijk).

## Toepassing
Met de juiste drukinkt of pasta is met de zeefdruktechniek (Engels: silkscreening of screenprinting) vrijwel elk materiaal te bedrukken, bijvoorbeeld ook ronde glazen flessen. Tegenwoordig wordt de techniek op grote schaal industrieel ingezet en ook uit de kunstwereld is de zeefdruk (=serigrafie) niet meer weg te denken.
Het bekendste voorbeeld van een beeldend kunstenaar die de zeefdruktechniek voor zijn werk gebruikte is ongetwijfeld Andy Warhol, die voor zijn portretten van bekende personen en voor zijn roemruchte soepblikken en brillodozen de zeefdruktechniek gebruikte op linnen, papier en hout. De techniek heeft de mogelijkheid tot massaproductie in zich, wat voor popartkunstenaars als Warhol om conceptuele en commerciële redenen een bijzonder interessant gegeven is.

## Technische toepassingen
Vlakdruk (offsetdruk), hoogdruk en diepdruk stellen speciale eisen aan de fysische eigenschappen van de te gebruiken inkt. Zo moet de inkt beter hechten aan het te bedrukken materiaal dan aan de drukvorm, omdat hij anders niet of niet voldoende wordt overgedragen. Bij zeefdruk is dit probleem niet aan de orde; de inkt wordt door het zeefraster heen op het materiaal gedrukt. Daardoor is zeefdruk geschikt om anders moeilijk bedrukbare materialen te bedrukken, zoals bepaalde kunststoffen. Daarom wordt de techniek veel gebruikt voor het maken van zonnecellen en printplaten, waarbij men in plaats van gekleurde inkten andere emulsies gebruikt zoals bijvoorbeeld soldeerpasta.